# Nitreto de alumínio
O nitreto de alumínio é um composto químico de fórmula AlN. Possui alta condutividade térmica, resistência mecânica e estabilidade estrutural, mesmo em altas temperaturas. É utilizado como cerâmica semicondutora em dispositivos eletrônicos.
O nitreto de alumínio, AlN, é um material com excelentes propriedades mecânicas, térmicas, ópticas e eletrônicas e por isso apresentam um enorme potencial em diversas aplicações tecnológicas. Um exemplo disso é a alta velocidade de propagação de onda superficial, as excelentes propriedades piezelétricas, o excelente coeficiente de acoplamento eletromecânico, alta dureza, alto ponto de fusão e associado à estabilidade química a altas temperaturas (acima de 2000 ºC). Essas combinações excepcionais fazem do AlN um candidato atraente a ser aplicado em sensores de temperatura e pressão baseados em ondas acústicas superficiais, por exemplo.  
O AlN pode ser usado como um substrato cerâmico para a elaboração de microcircuitos, principalmente na área aeroespacial, pois possui excelentes propriedades térmicas, como a dissipação térmica. O AlN também é aplicado nas janelas de transmissão de luz e nos dispositivos de emissão na região UV devido ao seu alto valor da largura de banda (~6,2 eV).

## Propriedades do Material

### Estrutura Cristalina
O nitreto de alumínio (AlN) é formado pela reação dos elementos de nitrogênio e alumínio. A estrutura do AlN é normalmente hexagonal fechada (hcp) do tipo wurtzita (2H) (hP4). O AlN com tal estrutura apresenta o maior coeficiente piezoelétrico (5 ∙ 10-2 CºN-1) entre os nitretos do grupo IIIA, tornando-o apropriado para aplicações como em microeletrônica. O AlN possui estrutura cristalográfica isomorfa e com alta resistividade (~1013 Ω∙cm).
A figura da Wurtzite mostra a ligação atômica do AlN, onde o átomo de alumínio é ligado a quatro átomos de nitrogênio em um arranjo tetraédrico quatro vezes coordenado (sp3). O alumínio tem menor eletronegatividade do que o nitrogênio. No entanto, o elemento de nitrogênio tem o menor raio atômico. O nitreto de alumínio é excelente isolante elétrico porque seus elétrons estão fortemente ligados ao núcleo e não estão disponíveis para ligação metálica. 
O nitreto de alumínio pode ser encontrado em três formas: Wurtzita é a forma mais comum, porque pode ser encontrada em temperatura ambiente. Ambas as outras formas são as fases metaestáveis: a forma Zincblende é mais freqüentemente obtida quando o crescimento em Si (001) e GaAs (100) a granel, e a outra forma é a cúbica, conhecida como Rocksalt, que foram encontrados apenas em experimentos com alta pressão. A orientação de crescimento preferencial do Wurtzite está no eixo c. 

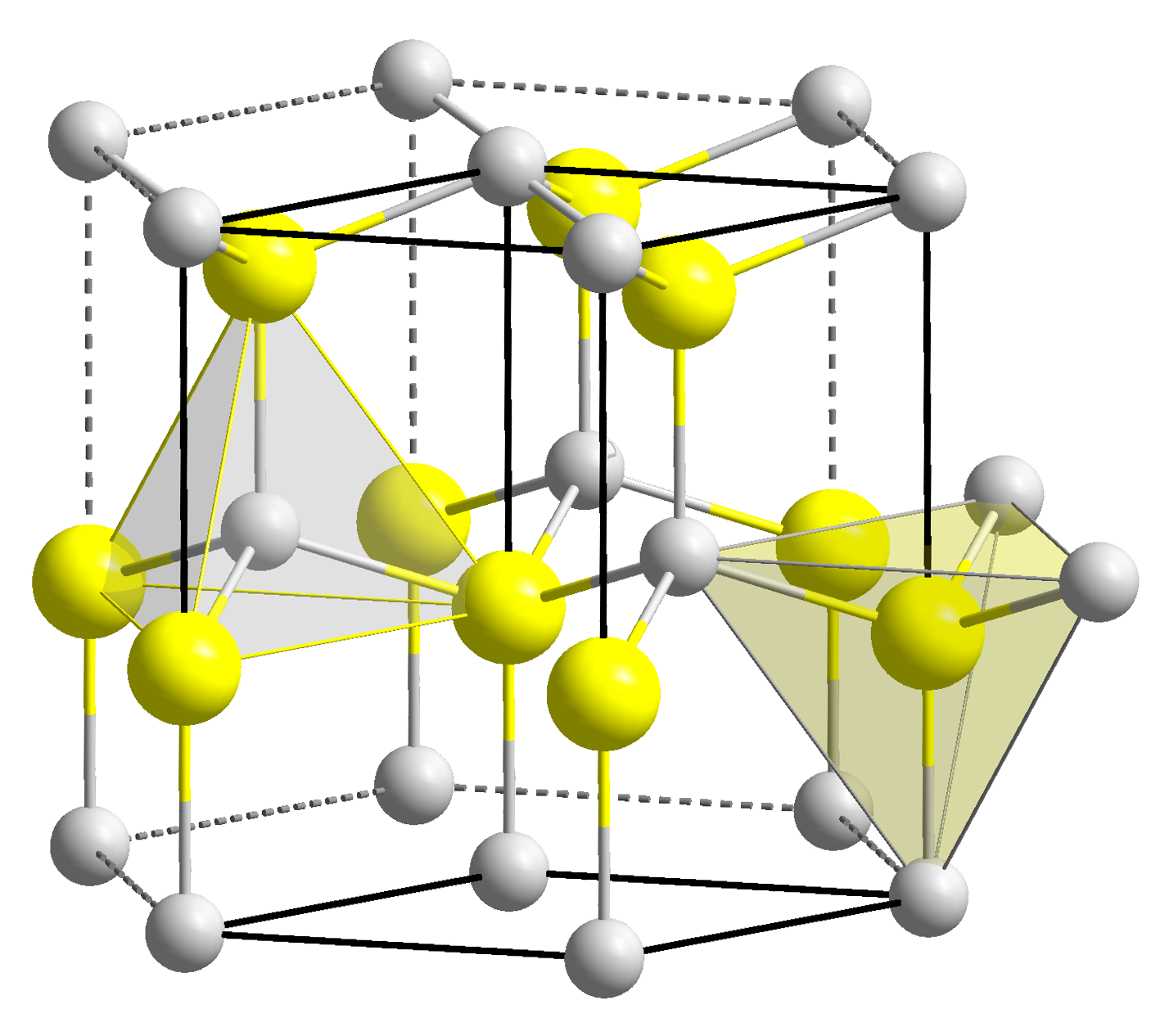
Representação esquemática da estrutura cristalina do nitreto de alumínio, a Wurtzita. Tetraedro formado por um átomo de Al e quatro de N.

### Ionicidade AlN
A ionicidade da ligação atômica é um parâmetro significante para obter informações sobre a estrutura cristalina do AlN. A ionicidade pode ser definida de acordo com a relação da equação abaixo, que é uma fração do iônico fiα em comparação com o covalente fih. A ionicidade do nitreto dos principais semicondutores é citada na Tabela 1.
{\displaystyle f_{i}^{\alpha }+f_{i}^{h}=1}
| Material | fi    | fiP  | fih  |
| BN       | 0,221 | 0,42 | 0,43 |
| AlN      | 0,490 | 0,56 | 0,57 |
| GaN      | 0,500 | 0,55 | 0,61 |
| InN      | 0,578 | -    | -    |

A ionicidade Phillips é baseada na conexão entre as propriedades de ligação química da família ANB8-N de cristais e sua estrutura eletrônica de banda de energia. Analisando a energia iônica e covalente, Phillips encontrou uma correlação entre a ionicidade da ligação química e a estrutura cristalina adotada pelo composto que para valores reduzidos de (fi), consequentemente tem alta fc e então apresenta estrutura tetraédrica com coordenada zinco -blend (zb). A estrutura Wurtzita é obtida quando os valores de fi são altos. De acordo com Phillips a ligação química observada presente nos semicondutores e a estabilização da estrutura do material entre a mistura de zinco e a wurtzita são o resultado do equilíbrio entre a ionicidade e a ligação química covalente.

### Parâmetros de Rede
O grupo de simetria do material é definido pela distância entre átomos na rede cristalina e o arranjo na estrutura e com isso é possível explicar as propriedades físicas e químicas de um material. Para definir a simetria de uma estrutura hexagonal é necessário definir os parâmetros de rede do AlN, a = 0,3112 nm e c = 0,4982 nm. A constante de rede e a simetria estão expostas na tabela abaixo.

| Material | Estrutura | Simetria     | a (Å)  | c (Å)  |
| c-BN     | zb        | F_43m(Td)    | 3,6155 | -      |
| h-BN     | h         | P63/mmc(D6h) | 2,5040 | 6,6612 |
| w-AlN    | w         | P63mm(C6v)   | 3,112  | 4,982  |
| c-AlN    | zb        | F_43m(Td)    | 4,38   | -      |
| α-GaN    | w         | P63mc(C6v)   | 3,1896 | 5,1855 |
| β-GaN    | zb        | F_43m(Td)    | 4,52   | -      |
| InN      | W         | P63mc(C6v)   | 3,5848 | 5,760  |

### Plano de Clivagem
Outro parâmetro que depende dos átomos dispostos na estrutura é o plano de clivagem, esta propriedade é mostrada na Tabela abaixo.
| Diamante | (111)        |
| Blende   | (110)        |
| Wurtzita | (110), (110) |
| Cúbica   | (100)        |

## Propriedades Mecânicas
Embora o AlN possua propriedades mecânicas significativas acima mencionadas, sua dureza (Dureza Vickers) é de 12 GPa, o módulo de elasticidade é de 315 GPa e a resistência à flexão está entre 590 - 970 MPa. Além disso, o nitreto de alumínio é capaz de se deformar plasticamente em alguns graus acima do dúctil a frágil. Além dessas propriedades mecânicas, o AlN possui alta temperatura e resistência à corrosão. 

### Propriedades Térmicas
As propriedades térmicas dos nitretos monocristais são baseadas no alto ponto de fusão (> 2000 ºC), porém o nitreto de alumínio é um material de difícil reprodução de crescimento dos monocristais. Assim, o ponto de fusão do AlN pode ser obtido com base nos parâmetros de rede usando a Equação 2. As propriedades térmicas básicas, como a temperatura de fusão, o calor específico e a temperatura de Debye de alguns nitretos semicondutores são mostradas na Tabela 4.

{\displaystyle T_{m}=7159-957a,}

sendo
            a = parâmetro de rede para estruturas blend e cúbicas
            a = aeef, aeef =  {\displaystyle (\surd 3a^{2}c)^{1/3}}para haxagonal

O AlN possui estabilidade térmica de até 2200 ºC, condutividade térmica de cerca de 320 W / mK e boa capacidade de metalização.  Apenas para comparação, a condutividade térmica do SiO2 é de 1,38 W / mK. Esta característica permite uma melhor dissipação de calor no dispositivo em que é aplicada, aumentando a eficiência e, consequentemente, a vida útil do dispositivo.

| Material | Tm (K) | Cp (J/gk) | ΘD (K) |
| c-BN     | 3,246  | 0,643     | 1,613  |
| h-BN     | -      | 0,805     | 323    |
| w-AlN    | 3,487  | 0,28      | 988    |
| α-GaN    | 2,791  | 0,42      | 821    |
| InN      | 2,146  | 2,274     | 674    |

### Propriedades Elétricas e Ópticas
Devido a estas propriedades térmicas, o nitreto de alumínio é o material mais apropriado para ser aplicado em dispositivos eletrônicos que exigem demanda de alta potência. A condutividade térmica de alguns nitretos é apresentada na Tabela de Condutividade.
| Material | Tm (K)            |
| Si       | 148               |
| GaAs     | 54                |
| InP      | 68                |
| c-BN     | 749               |
| GaN      | 130               |
| w-AlN    | 285               |
| w-InN    | 38,5; 45; 80; 176 |
| 6H-SiC   | 390; 490          |
| 4H-SiC   | 330               |
| Safira   | 42                |
| Diamond  | 2000; 2500        |

A metodologia para preparar amostras precisa de atenção porque pode interferir nas propriedades do material, como propriedades ópticas e elétricas, normalmente as impurezas encontradas são: O, Al2O3, Al2OC. As impurezas fazem com que propriedades elétricas como a resistividade variar em uma faixa muito grande de 1011 a 1013 Ω.cm. O AlN também possui uma das mais altas velocidades de ondas acústicas de superfície (SAW) (aproximadamente 5500 m/s), tornando-se um material atraente para a aplicação de circuitos integrados Si e na fabricação de dispositivos SAW.
O efeito de impurezas no material também produz uma forte mudança na resistência dielétrica que varia de 1 a 6 MV / cm.Normalmente, o valor típico do bandgap correspondente aos títulos Al-N é em torno de 670 cm-1 e pode ser diminuído com o recozimento pós-processamento, devido ao estreitamento da largura da banda vibracional que contribui para uma melhoria na cristalinidade do filme. Os valores típicos de bandgap (~6,2 eV) também são afetados pela presença das impurezas no filme depositado. 